# Daedalus Verlag

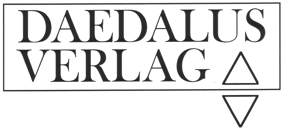
Logo des Daedalus Verlages

Der Daedalus Verlag ist ein deutscher Verlag für Fach- und Sachbücher mit Sitz in Münster (Westfalen). 1984 gründete Joachim Herbst den Daedalus Verlag in Bielefeld. Seit 1990 befindet sich der Verlagssitz in Münster (Westfalen). 
In den ersten Jahren konzentrierte sich das Programm auf sozialwissenschaftliche Titel und das politische Sachbuch. Mit der Zeit kamen Bücher aus anderen Wissensbereichen hinzu. Der Verlag verlegt Anthologien, Reiseliteratur, die Literaturzeitschrift Am Erker, den Stadtführer Das Münsterbuch und Sachbücher zu den Themen Medien oder Bildende Kunst und seit 1993 den Lyrikkalender Fliegende Wörter.